# Cnipodectes superrufus
El mosquero rufo (Cnipodectes superrufus), también conocido como alitorcido rufo (en Perú), es una especie de ave paseriforme de la familia Tyrannidae. Fue descrito para la ciencia en 2007. Es nativo de América del Sur, en el suroeste de la Amazonia.

## Distribución y hábitat
Se distribuye por el sureste de Perú (Madre de Dios y Cuzco), extremo noroeste de Bolivia (Pando) y noroeste de Brasil (Acre).
Es poco común y escaso en su hábitat natural: los bambuzales (del género Guadua), en crecimientos maduros y, aparentemente, no en crecimientos jóvenes, en selvas húmedas de baja altitud, entre 250 y 410 m.

## Estado de conservación
El mosquero rufo ha sido calificado como vulnerable por la Unión Internacional para la Conservación de la Naturaleza (IUCN) debido a que ocurre en bajas densidades por lo que se sospecha que tenga una población pequeña y distribuida fragmentadamente, estimada entre 2500 y 10 000 individuos maduros, y que esté declinando en línea con la pérdida de hábitat dentro de su zona.

## Sistemática

### Descripción original
La especie C. superrufus fue descrita por primera vez por los ornitólogos Daniel F. Lane, Grace P. Servat, Thomas Holger Valqui Haase y Frank R. Lambert en 2007 bajo el mismo nombre científico; su localidad tipo es: «Puesto Vigilancia Pakitza, margen izquierda (norte) del Río Manu (aproximadamente 11°56’S, 71°15’W), Zona Reservada del Parque Nacional Manu, altitud 350 m, Madre de Dios, Perú»; el holotipo, un macho adulto, capturado el 22 de febrero de 1990 por G. P. Servat, se encuentra depositado en el Museo de Historia Natural (Universidad Nacional Mayor de San Marcos), Lima, Perú. bajo el número MUSM 14023.

### Etimología
El nombre genérico masculino «Cnipodectes» se compone de las palabras del griego «knips, knipos» que significa ‘insecto’, ‘polilla’, y «dēktēs» que significa ‘mordedor’; y el nombre de la especie, «superrufus» se refiere a la característica más marcante de esta especie, la coloración rufo viva, que, a pesar de exhibida por otras especies de Tyrannidae, raramente es tan uniforme o tan profundamente saturada.

### Taxonomía
Es monotípica.